# Wabush
Wabush är en ort i Kanada.   Den ligger i provinsen Newfoundland och Labrador, i den östra delen av landet, 1 100 km nordost om huvudstaden Ottawa. Wabush ligger 590 meter över havet och antalet invånare är 1 739.
Terrängen runt Wabush är huvudsakligen platt, men åt nordväst är den kuperad. Närmaste större samhälle är Labrador City, 6,0 km nordväst om Wabush. 
Runt Wabush är det ganska glesbefolkat, med 28 invånare per kvadratkilometer.